# Luiz Carlos Medina
Luiz Carlos Medina (Jaraguá do Sul, 23 april 1990) is een Braziliaans profvoetballer die uitkomt voor Avaí FC.
Medina werd geboren in een sloppenwijk vlak achter de stad waarvoor Avaí uitkomt. Zijn talenten werden ontdekt door de voetbalclub São Paulo FC, waarvoor hij in de jeugd 57 speelde en 37 keer het doel trof. Medina werd teruggehaald naar zijn geboortestad door Avaí: voorzitter Santo legde 1,2 miljoen neer om het talent over te nemen. Medina speelt in het jeugdelftal van Brazilië. Medina's contract loopt door tot 2013 met optie tot terugkeer naar São Paulo FC.